# Dancing with the Devil
Dancing with the Devil è un singolo della cantante statunitense Demi Lovato, pubblicato il 26 marzo 2021 come terzo estratto dal settimo album in studio Dancing with the Devil... the Art of Starting Over.

## Video musicale
Il video musicale, co-diretto dalla medesima interprete con Michael D. Ratner, è stato reso disponibile il 2 aprile 2021.

## Tracce
Testi e musiche di Demi Lovato, Bianca Deiandra Atterberry, John Ho e Mitch Allan Scherr.
1. Dancing with the Devil – 4:03

## Formazione
Musicisti
- Demi Lovato – voce
- Blush – cori
- Mitch Allan – basso, tastiera, chitarra, percussioni, programmazione
- Midi Jones – tastiera, pianoforte, programmazione
- Caleb Hulin – chitarra, programmazione

Produzione
- Mitch Allan – produzione, produzione vocale
- John Ho – co-produzione
- Andy Guerrero – ingegneria del suono
- Caleb Hulin – ingegneria del suono
- John Hanes – ingegneria del suono
- Kevin Kadish – ingegneria del pianoforte
- Șerban Ghenea – missaggio
- Chris Gehringer – mastering

## Classifiche
| Classifica (2021) | Posizione massima |
| ----------------- | ----------------- |
| Canada            | 49                |
| Irlanda           | 46                |
| Portogallo        | 82                |
| Regno Unito       | 50                |
| Stati Uniti       | 56                |